# Воробьёв, Антон Геннадьевич
Антон Геннадьевич Воробьёв (род. 12 октября 1990, Дмитров) — российский шоссейный велогонщик, выступающий с 2019 года в команде «Gazprom-RusVelo». Специализируется на гонках с раздельным стартом. Чемпион мира до 23 лет в индивидуальной гонке.

## Карьера
В начале июня 2010 года Антон Воробьёв выиграл 2 этапа, групповой и раздельный, некатегорийной велогонки Польша — Украина. Через несколько недель он остановился в шаге от медали в гонке с раздельным стартом национального чемпионата среди мужчин до 23 лет. В августе Воробьёв начал выступать за фарм-клуб Team Katusha, Itera-Katusha. Через год он выиграл молодёжный чемпионат страны, а в начале сентября одержал главную на тот момент победу в карьере, на Мемориале Давиде Фарделли. Через неделю россиянин стал третьим на Chrono Champenois, уступив Люку Дарбриджу и Расмуса Кводе. Воробьёв считался претендентом на медаль в молодёжной разделке чемпионата мира, прошедшей ещё через неделю. Однако, кроме тех же Дарбриджа и Кводе, его опередил Майкл Хепбёрн, оставивший россиянина 4-м.
В июне 2012 года Антон сначала защитил титул молодёжного чемпиона страны в разделке, а через 2 дня стал абсолютным чемпионом, выиграв финиш групповой гонки у Константина Куперасова. К осеннему чемпионату мира в Лимбурге Воробьёв снова подошёл в ранге претендента на медаль, безусловным фаворитом же считался Роан Деннис. На деле россиянин оказался вне конкуренции, выиграв у финишировавшего вторым австралийца 44 секунды.
В 2018 году стал чемпионом России в дисциплине многодневная гонка проводившимся в рамках гонки Дружба народов Северного Кавказа.

## Достижения
2010
1-й на этапах 3 и 4 - Польша - Украина
3-й - Гран-при Москвы
5-й - Дуо Норман (с Вячеславом Кузнецовым)
8-й - Chrono Champenois
2011
1-й  - Чемпионат России среди молодёжи U-23 в индивидуальной гонке
1-й - Мемориал Давида Фарделли
3-й - Chrono Champenois
3-й - Чемпионат мира среди молодёжи U-23 в индивидуальной гонке
2012
1-й  - Чемпионат мира среди молодёжи U-23 в индивидуальной гонке
Чемпионат России среди молодёжи U-23
1-й  в индивидуальной гонке
1-й  в групповой гонке
3-й - Мемориал Давида Фарделли
4-й -
4-й - Дуо Норман (с Сергеем Чернецким)
2013
1-й на этапе 1b - Международная неделя Коппи и Бартали
2014
1-й  - Чемпионат России в индивидуальной гонке
8-й - Чемпионат мира в индивидуальной гонке
2015
2-й - Три дня Западной Фландрии
1-й в прологе (ITT)
6-й - Европейские игры в индивидуальной гонке
6-й - Чемпионат России в индивидуальной гонке
10-й - Тур де Еврометрополь
2016
Круг Сарты
1-й  Очковая классификация
1-й  Горная классификация
1-й на этапах 2b(ITT) и 3
4-й - Чемпионат России в индивидуальной гонке
8-й - Чемпионат мира в индивидуальной гонке
10-й - Чемпионат Европы в индивидуальной гонке
2017
3-й - Чемпионат России в индивидуальной гонке
2018
1-й - Дружба народов Северного Кавказа
1-й на этапе 3(ITT)
1-й в прологе - Пять колец Москвы
3-й - Чемпионат России в индивидуальной гонке

### Гранд-туры
| Гонка   | 2015 | 2016 |
| ------- | ---- | ---- |
| Джиро   | НФ   | 100  |
| Тур     | —    | —    |
| Вуэльта | —    | —    |

| —  | Не участвовал  |
| НФ | Не финишировал |